# Santa Eulàlia de Bolquera
Santa Eulàlia de Bolquera és l'església parroquial del poble i comuna cerdana de Bolquera, a la Catalunya del Nord.

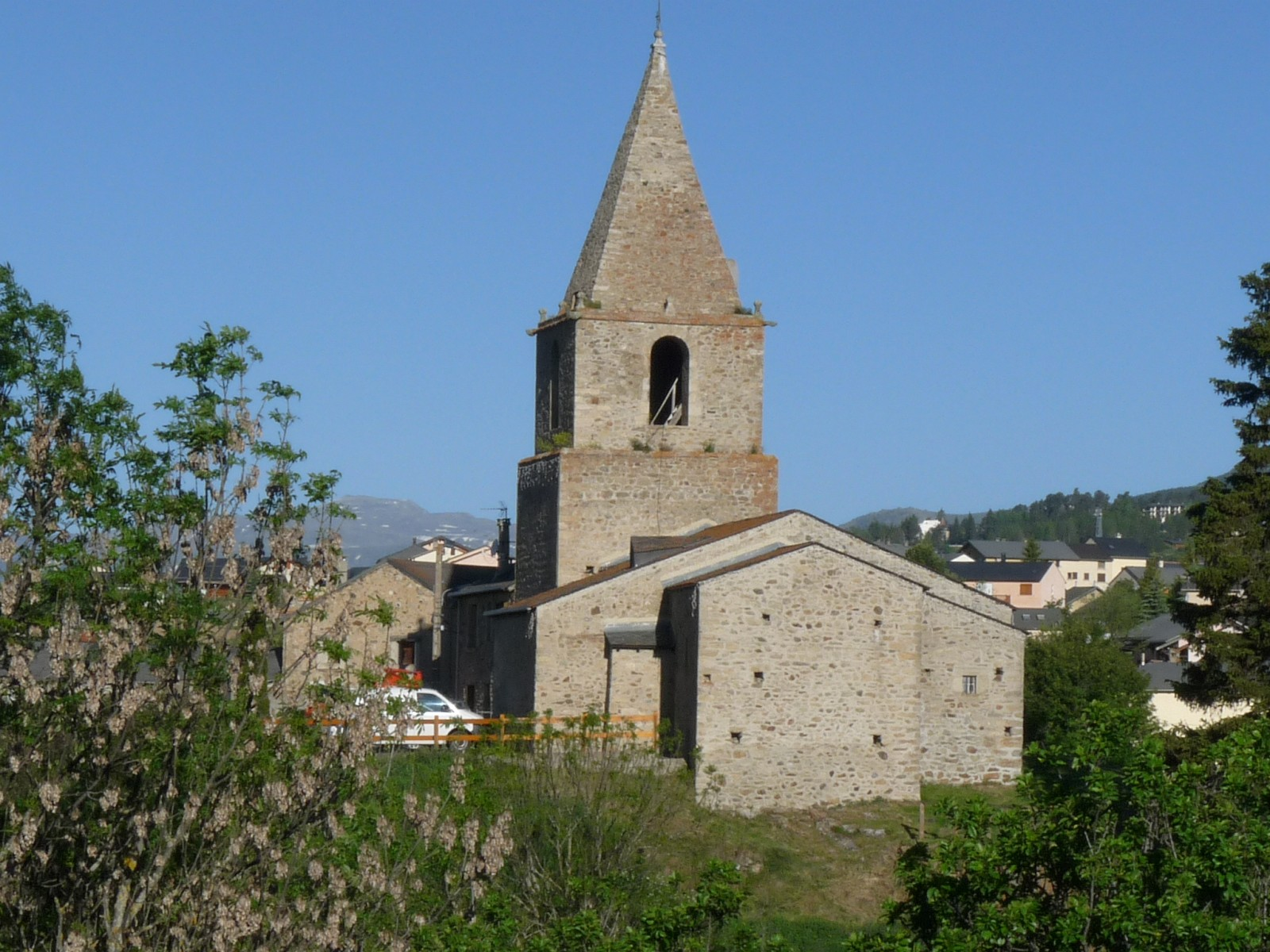
Capçalera de l'església

Està situada en una posició lleugerament elevada, que domina el poble i els voltants, a l'extrem sud-oriental del nucli urbà de Bolquera, al capdamunt del carrer de l'Església. Al seu costat sud-oest es troba el vell cementiri del poble (el nou és més allunyat a ponent, ran del límit amb la comuna de Font-romeu, Odelló i Vià.

## Història
L'origen de la parròquia es remunta, pel cap baix, al segle ix, quan ja pagava un cens a la Seu d'Urgell. Depengué d'aquesta diòcesi fins al 1803, quan passà a fer-ho de la de Perpinyà.

## Característiques

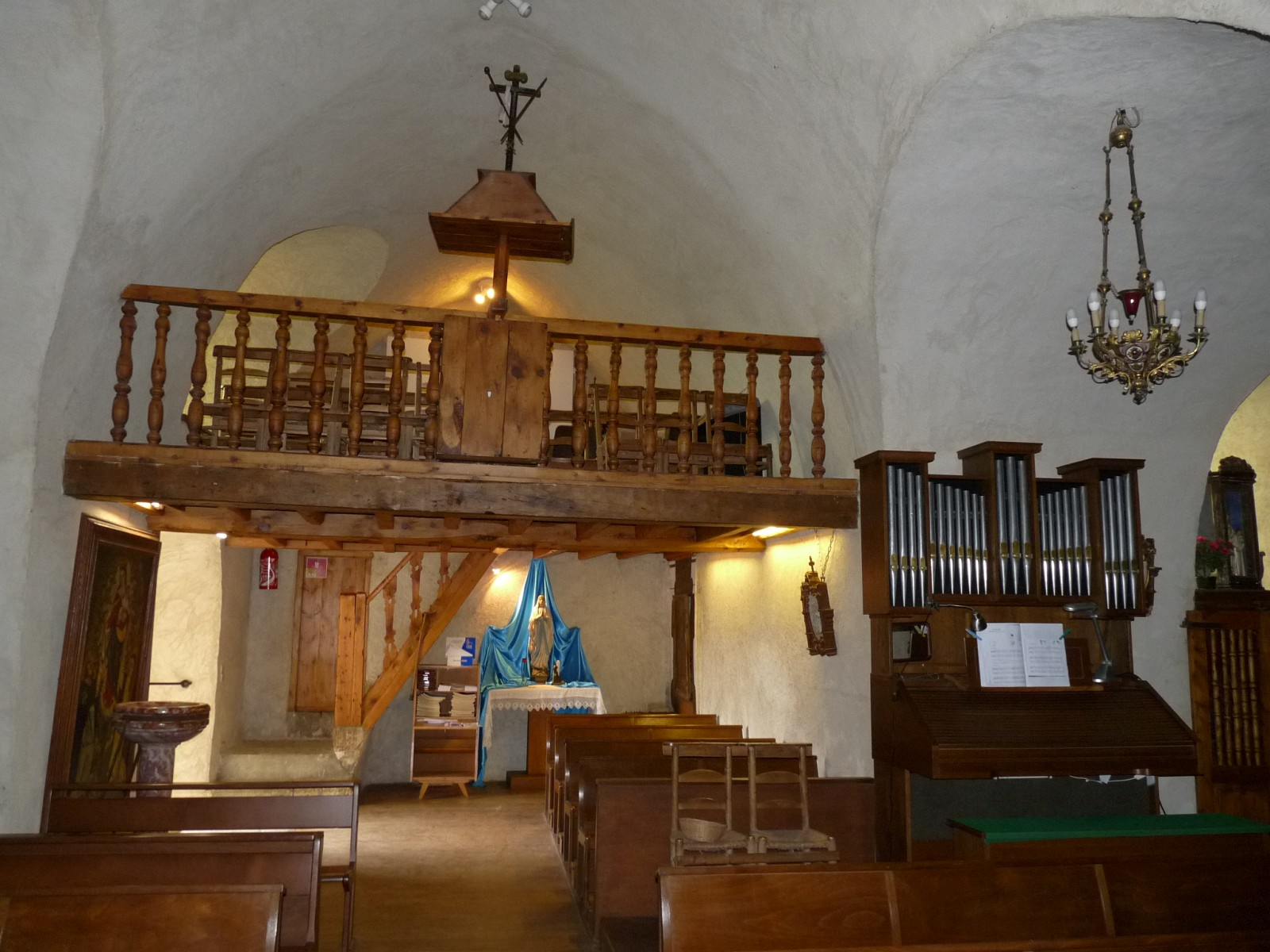
La nau, amb la porta d'accés i el cor

L'edifici fou construït el segle xv sobre les restes del castell de la població, del qual n'aprofità una torre (dels segles XIII-XIV) com a campanar. És una església inicialment d'una sola nau que, posteriorment, entre els segles xviii i xix, va ser ampliada amb capelles laterals.

## Mobiliari

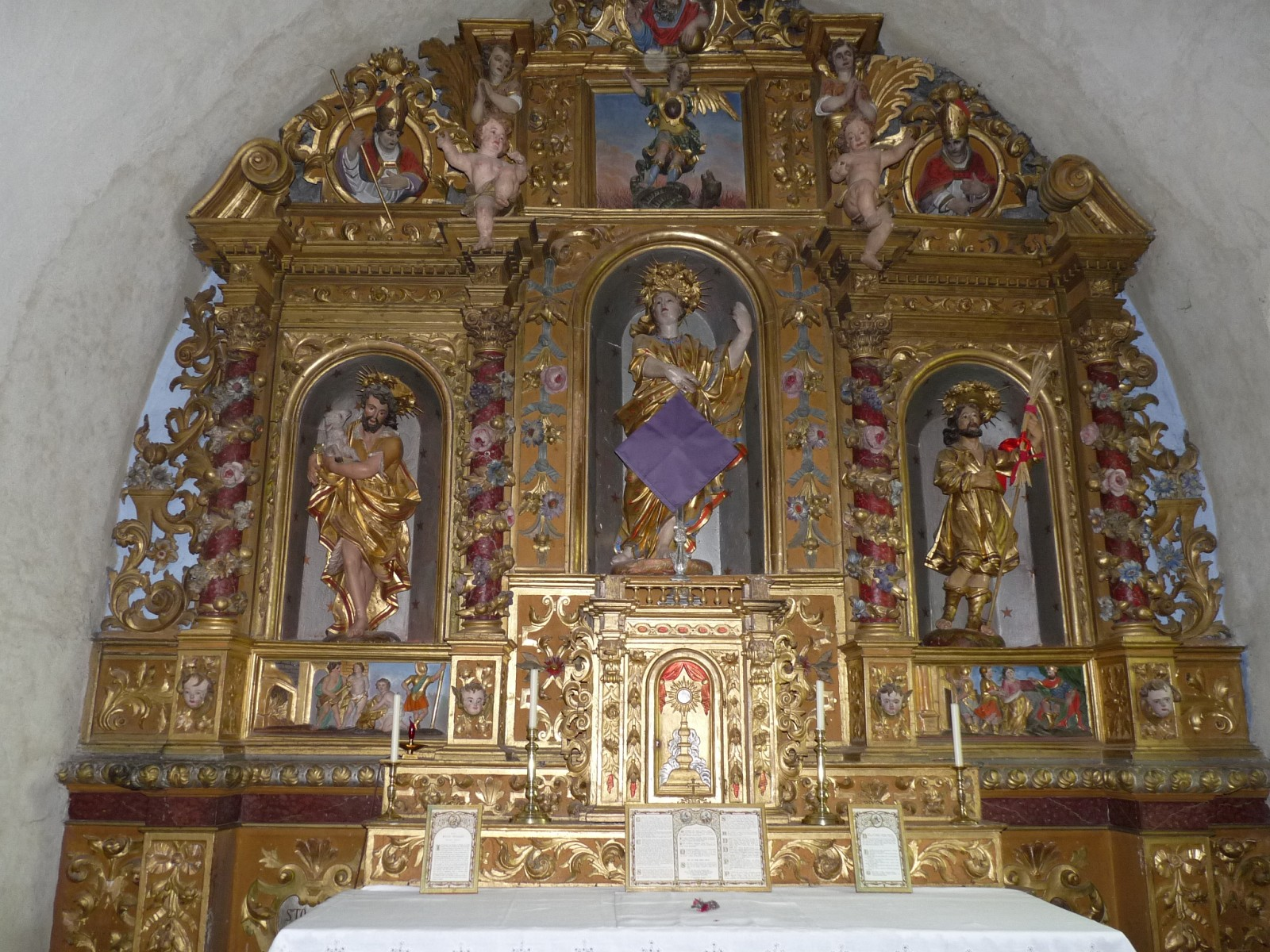
Retaule del Roser

Hom hi pot admirar el retaule dedicat a la Mare de Déu del Roser, barroc del segle xvii. Del segle xviii són els retaules de la Mare de Déu, de Santa Eulàlia, de Sant Francesc Xavier i del Sant Crist.